# 倪英达
倪英达（1951年—），福建泉州人，汉族，中华人民共和国政治人物、第十二届全国人民代表大会福建地区代表。
毕业于厦门大学汉语言文学专业。加入中国共产党。2003年，担任福建省人民检察院检察长。2016年，担任全国人大法律委员会委员、最高检咨询委员、巡视组组长